# سفيان تايه
سفيان عبد الرحمن عثمان تايه (أبو أسامة؛ 20 أغسطس 1971–2 ديسمبر 2023) أستاذ فيزياء ومحاضر فلسطيني. شغل منصب رئيس الجامعة الإسلامية في غزة منذ أغسطس 2023 وحتى استشهاده خلال الحرب الإسرائيلية على غزة عام 2023. يحمل درجة الأستاذية في تخصص الفيزياء النظرية والرياضيات التطبيقية وكان قد عمل مساعدًا لنائب رئيس الجامعة للشئون الأكاديمية لعدة سنوات.

## حياته
وُلد سفيان تايه في مخيم جباليا شمال قطاع غزة في 20 أغسطس 1971. تلقى تعليمه المدرسي في مدارس الوكالة بالمخيم. حصل على درجة البكالوريوس في الفيزياء من الجامعة الإسلامية في غزة عام 1994 وبدأ في نفس العام العمل لدى الجامعة.
في 15 مارس 2005، اعتقله الاحتلال الإسرائيلي خلال مروره عبر معبر رفح البري إلى مصر لاستكمال إجراءات تقديم رسالة الدكتوراه في جامعة عين شمس. لاحقًا منع الاحتلال محامي مركز الميزان لحقوق الإنسان من الالتقاء به.
فاز بجائزة البنك الإسلامي الفلسطيني للبحث العلمي لعام 2019 ولعام 2020.
حصل على جائزة عبد الحميد شومان للعلماء العرب الشبان، وأُعلن في 22 نوفمبر 2021 أن التايه ضمن أفضل 2% من الباحثين على مستوى العالم وفق دراسة أجرتها دار إلزيفير للنشر وجامعة ستانفورد الأمريكية.
في 3 مارس 2022، أعلنت عمادة البحث العلمي والدراسات العليا في الجامعة الإسلامية فوزه ضمن أسماء الفائزين بجائزة الجامعة للبحث العلمي للعام 2021.
عُين حاملًا لكرسي منظمة الأمم المتحدة للتربية والعلوم والثقافة "اليونسكو" لعلوم الفلك والفيزياء الفلكية وعلوم الفضاء منذ 28 مارس 2023 بعد تجديد الجامعات الإسلامية في غزة والأزهر في غزة والأقصى الاتفاقية الموقعة مع منظمة اليونسكو.

## وفاته
استشهد سفيان تايه وعائلته جراء ضربة جوية نفذتها القوات الجوية الإسرائيلية واستهدفت منطقة الفالوجة غرب مخيم جباليا شمال قطاع غزة وذلك خلال الحرب الإسرائيلية التي شنتها على قطاع غزة ردًا على عملية طوفان الأقصى التي بدأت في 7 أكتوبر 2023.